# Perasis violacea
Perasis violacea är en tvåvingeart som beskrevs av Becker 1907. Perasis violacea ingår i släktet Perasis och familjen rovflugor. Inga underarter finns listade i Catalogue of Life.